# 2020年代香港
2020年代的香港於中華人民共和國香港特別行政區政府治下開始了第三個完整的十年，從2020年起算到2029年。

## 背景
踏入2020年代，香港在政治和公共衛生上遇到一連串的難題。其中，新冠肺炎爆發，令香港經濟錄得負增長，步入衰退，香港立法會因此延期選舉一年。因反對逃犯條例修訂草案運動持續，以習近平為核心的中共中央推動下，第十三屆全國人民代表大會通過香港國安法及修改香港選舉制度，令香港政治環境受到衝擊。
港區國安法、國歌條例通過引起極大爭議。美國對香港因此實施制裁行動回應。英國因應國安法爭議，給予持有英國國民（海外）護照的香港市民居留英國的簽證申請，護照持有人及近親可赴英就業或留學，不設上限。合資格人士可申請一次過5年期簽證，居留5年後便可申請定居，獲批再居住12個月後可申請入籍，亦因此觸發新一波移民潮。
全國人大常委會關於香港立法會議員資格的決定通過後，四名民主派議員因此被取消資格，並引起泛民主派總辭。
教育方面，香港發生中學文憑試歷史科爭議事件，政府宣布改革通識科，並更名為公民與社會發展科，此外，香港公開大學正式更名為香港都會大學。
交通基建方面，蓮塘口岸已於2020年8月26日開通(僅限貨運)，屯門至赤鱲角連接路於2020年12月27日通車，屯馬線一期已在2020年2月14日通車。屯馬綫其餘路段也已在2021年6月27日通車，正式連接西鐵綫和馬鞍山綫，成為全港最長的鐵路系統。東鐵線於2022年5月15日由紅磡延長至金鐘。
康樂方面，元朗至上水單車徑啟用，市民可以使用單車徑由新界西踏單車至新界東。另一方面，荃灣西海濱單車徑也是2021年7月19日開通。
體育方面，港隊在2020年東京奧運會取得自回歸後首面金牌，首面男子項目金牌，以及首面游泳項目獎牌。
科技方面，政府宣布推出數碼服務平台「智方便 iAM Smart」流動應用程式，方便市民使用政府及商業網上服務。另外，政府公佈會實施電話卡實名制，以及規管航拍機。
2020年初，香港主要流動電訊網絡商提供5G流動通訊網絡服務，為智慧城市奠定基礎。
中华人民共和国政府计划在“十四五”规划期间，支持香港提升国际金融、航运、贸易中心和国际航空枢纽地位，强化全球离岸人民币业务枢纽、国际资产管理中心及风险管理中心功能。支持香港建设国际创新科技中心、亚太区国际法律及解决争议服务中心、区域知识产权贸易中心，支持香港服务业向高端高增值方向发展，支持香港发展中外文化艺术交流中心。
2021年3月11日，第十三屆全國人大四次會議通過《關於完善香港選舉制度的決定》。2021年3月30日，第十三屆全國人大常委會表決修改《香港基本法附件》，為香港政治制度改革鋪平道路。香港特區政府高度讚同此項決議，行政長官林鄭月娥表示，香港的選舉制度「出現漏洞和缺陷」，危害國家主權，而特區政府難以處理，情況與制定《香港國安法》一樣。部分國家質疑香港原來的一國兩制已經變成一國一制，不少香港市民亦認為此舉完全顛覆了香港選舉制度，象徵一國兩制正式邁向一國一制。
2021年12月19日，延期一年的第七屆立法會選舉舉行，因受到泛民主派及其支持者杯葛，建制派贏得90席中的89席，但投票率亦創下新低。
2022年3月，新冠病毒感染人數已經錄得起過100萬人，而大部分人均是在2022年1月至3月期間感染，專家普遍估計實際染疫人數比政府數字更多。
在2022年底至2023年初，香港在國際比賽賽事中，發生多次播錯國歌事件，包括2022年亞洲七人欖球系列賽誤播國歌事件及2023年世界冰球錦標賽誤播國歌事件，引起連串政治風波。
2023年3月16日，中共中央及國務院公布《黨和國家機構改革方案》，設立屬黨中央辦事機構的「中共中央港澳工作辦公室」，不再保留單設的國務院港澳事務辦公室，進一步加強中國共產黨對香港的全面管治權。
2023年5月2日，李家超政府公佈香港區議會改革方案，方案體現行政主導和去政治化，確立「愛國者治港」原則，直選比例大減至不足兩成，低於1982年首屆，並重新引入委任議員和設立由分區會、防火會、滅罪會選出的地區委員會界別。全港18區452個選區將重新劃分成新的44個選區，每區設2個議席；區議會主席改由各區民政事務專員（首長級公務員）出任，同時加入履職監察機制懲處議員，同時也設立區議會資格審查委員會。有關建議所要修訂的法律條文，在2023年5月30日刊憲，命名為《2023年區議會 ( 修訂 ) 條例草案》，法案於2023年5月31日在立法會中完成首讀。2023年7月6日，第七屆立法會三讀通過《2023年區議會( 修訂 )條例草案》。2023年7月10日，《2023年區議會( 修訂 )條例草案》刊憲生效。
2023年12月18日，行政長官李家超在北京述職時，親自向中共中央總書記習近平匯報，表示將於2024年完成《基本法23條》的立法工作。2024年1月30日，行政長官李家超宣布正式展開基本法23條立法的公眾諮詢，諮詢期至2024年2月28日為止。2024年3月8日，行政長官會同行政會議決定將《維護國家安全條例草案》刊登《香港政府憲報》並提交立法會審議。2024年3月19日，香港第七屆立法會全票通過《維護國家安全條例》，2024年3月22日時任香港行政長官李家超簽署《維護國家安全條例》，條例於2024年3月23日正式生效，完成《香港基本法第23條》立法工作。

## 重要事件

### 2020年
- 2019冠狀病毒病疫情
  - 特區政府推出多項具爭議性的措施，包括公務員在家工作、關閉部分出入境管制站、學校停課並實施網上學習、強制海外來港人士檢疫及居家隔離、強制佩帶口罩、延遲立法會選舉一年等。
- 2020年香港立法會內務委員會風波
- 2020年香港中學文憑考試歷史科爭議
- 《國歌條例草案》通過及生效
- 中華人民共和國政府指反修例運動凸顯香港國家安全風險，通過並實施《港區國安法》。
- 美國國會通過《香港自治法案》[16]。時任美國總統唐納·川普以中華人民共和國通過國安法破壞香港自治為由，引用法案下令啟動取消部分香港特別待遇程序，美國財政部亦宣布對11名中港官員實施制裁[17]。

### 2021年
- 公務員、政府僱員及區議員需要宣誓。[18]
- 2021年香港政治制度改革。3月30日，全國人大常委一致通過修改《基本法》附件一、二有關香港特首及立法會的產生辦法，所有選舉參選人均須通過候選人資格審查委員會審查，而資審會決定不容司法覆核；立法會增至90席，選委會選出40席、功能組別佔30席、地區直選議席大幅下降至20席，三個界別參選人均須取得特首選委會5個界別、各至少2名委員提名[19]。5月27日相關本地法律修訂在建制派一致支持下三讀通過，40票贊成、2票反對[20]。
- 《蘋果日報》及《立場新聞》停刊及終止運作，多名高層以國安法罪名被拘捕。
- 香港隊在2020年東京奧運取得1金2銀3銅成績，為歷屆最佳。
- 香港首次有運動員在世界游泳錦標賽（短池）中取得冠軍並打破世界紀錄。
- 香港公開大學更名為香港都會大學。
- 電話卡實名制，即香港附屬法律《電訊(登記用户識別卡)規例》，正式生效。[21][22]
- 政府刊憲建議立法實施《小型無人機令》，規管航拍機活動[23]。
- 港鐵屯馬線通車。
- 香港水上樂園開幕。
- 政府推出安心出行並強制使用，以追蹤2019冠狀病毒病病人行蹤，直至2022年12月14日廢除。
- 多間企業推出疫苗抽獎計劃，以鼓勵市民接種新冠疫苗。
- 2021年香港立法會選舉

### 2022年
- 法定假期（俗稱勞工假）將逐步增加至17天，首個新增的法定假期為5月9日佛誕。
- 肺炎疫情達到第五波，導致香港醫療系統全面崩潰。香港各區醫院的病人容納空間飽和，因此而出現有大批重症病人在嚴寒天氣下被安排於醫院外的空曠區域躺在擔架床上等待。有大量已病死的病人屍體因未能及時處理或搬走而出現「人屍共處」的罕見情況。
- 新冠病毒感染人數超過100萬人，而大部分人均是在2022年1月至3月期間感染，專家普遍估計實際染疫人數比政府數字更多[7]。
- 4月，香港行政长官选举唯一候选人李家超的YouTube竞选频道因响应美国制裁政策而被关闭[24][25]。
- 5月，欧盟发表的《香港年度报告》中認定香港在《国安法》实施后已开始转向「独裁统治」[註 1]，其高度自治已受到严重侵蚀[26]。
- 中共中央總書記習近平到訪香港，出席慶祝香港回歸祖國25周年大會暨第六屆特區政府就職典禮，李家超就任香港特別行政區行政長官[27]。
- 2022年亞洲七人欖球系列賽誤播國歌事件

### 2023年
- 電話卡實名制全面實施。
- 香港政府宣布取消所有關於2019冠狀病毒病的防疫措施，包括取消口罩令、強制檢疫、強制入境隔離、及疫苗通行證。
- 根據《黨和國家機構改革方案》，設立「中共中央港澳工作辦公室」，不再保留單設的國務院港澳事務辦公室。
- 政府公佈區議會改革方案，方案體現行政主導和去政治化，確立「愛國者治港」原則。

### 2024年
- 2024年3月23日，《香港基本法第23條》立法的《維護國家安全條例》正式生效[28][29]。
- 2024年5月13日，英國倫敦反恐警察發布香港駐倫敦經貿辦間諜案的消息，倫敦警務處指香港駐倫敦經濟貿易辦事處行政經理涉嫌在當地組織間諜活動，並與另外2人因觸犯《2023年國家安全法》而被皇家檢控署起訴[30]。

### 來源
1. ↑   . 维基文库 （中文）.
2. ↑  . BBC News 中文. 2021-03-08  [2021-05-07]. （原始内容存档于2021-05-07） （中文（繁體））.
3. ↑  . RTHK. 2020-07-03  [2020-07-10]. （原始内容存档于2020-07-03）.
4. ↑  . 法國國際廣播電台. 2021-03-04  [2021-03-04]. （原始内容存档于2021-03-05）.
5. ↑  . 明報. 2021-03-04  [2021-03-04]. （原始内容存档于2021-03-04）.
6. ↑  .   [2021-12-20]. （原始内容存档于2021-12-20）.
7. 1 2  . 經濟通. 2022-03-29  [2022-03-29]. （原始内容存档于2022-03-29）.
8. ↑  . Now新聞台. 2023-03-16  [2023-03-16]. （原始内容存档于2023-04-04）.
9. ↑  . 明報. 2023-05-03  [2023-05-03]. （原始内容存档于2023-06-04）.
10. ↑  . HK Gov News.   [2023-06-02]. （原始内容存档于2023-06-01）.
11. ↑   (PDF). 香港立法會.   [2023-06-02]. （原始内容存档 (PDF)于2023-05-31）.
12. ↑  . 香港01. 2023-12-18  [2024-03-02]. （原始内容存档于2024-03-19）.
13. ↑  . 政府公報.   [2024-01-30]. （原始内容存档于2024-02-14）.
14. ↑  . 香港政府新聞公報. 2024-03-07  [2024-03-25]. （原始内容存档于2024-03-08）.
15. ↑  . 香港電台. 2024-03-19  [2024-03-19]. （原始内容存档于2024-04-04） （中文）.
16. ↑  . Youtube. TVB.
17. ↑  . BBC中文網. 2020-05-29  [2020-05-29]. （原始内容存档于2020-05-31）.
18. ↑  . 香港電台. 2021-05-12  [2021-05-12]. （原始内容存档于2021-05-13）.
19. ↑  . 《AM730》 (AM730 Media Limited). 2021-03-31: A2.
20. ↑  . 《AM730》 (AM730 Media Limited). 2021-05-28: A6.
21. ↑  . HK GOV NEWS. 2021-08-31  [2021-09-09]. （原始内容存档于2021-08-31）.
22. ↑  . 香港政府電子版香港法例. 2021-09-06  [2021-09-06]. （原始内容存档于2024-03-05）.
23. ↑  . 香港政府電子版香港法例. 2021-09-06  [2021-09-06].
24. ↑  林嘉成. . 香港01. 2022-04-22  [2022-05-24]. （原始内容存档于2022-05-24） （中文（香港））.
25. ↑  . BBC News 中文. 2022-04-21  [2022-05-24]. （原始内容存档于2022-05-28） （中文（简体））.
26. ↑  . RFI - 法国国际广播电台. 2022-05-23  [2022-05-24]. （原始内容存档于2022-05-24） （中文（简体））.
27. ↑  . 文匯報. 2022-06-27  [2022-06-27]. （原始内容存档于2022-06-30）.
28. ↑  . 香港01. 2024-03-22  [2024-03-25] （中文（香港））.
29. ↑  . 中央社. 2024-03-20  [2024-03-25]. （原始内容存档于2024-04-08） （中文（臺灣））.
30. ↑  . 紐約時報中文網. 2024-05-14  [2024-05-14]. （原始内容存档于2024-05-16）.